# Балбин, Богуслав
Бо́гуслав Ба́лбин (чеш. Bohuslav Balbín, лат. Bohuslav Balbinus, 3 декабря 1621[…], Градец-Кралове, Земли Чешской короны[…] — 28 ноября 1688, Прага, Земли Чешской короны[…]) — чешский писатель, историк, член монашеского ордена иезуитов. Богуслав Балбин является автором многочисленных исторических сочинений, описаний чешских архитектурных, этнографических и других различных культурных памятников чешского народа. Богуслав Балбин боролся за более широкое употребление чешского языка в австрийской империи и выступал против германизации чешского народа.

## Биография
На протяжении многих лет Богуслав Балбин собирал информацию в архивах и библиотеках. Основным вдохновителем тщательной работы Богуслава Балбина был польский иезуит Николай Лэнчицкий. Результатом работы Богуслава Балбина стали его основные работы на латинском языке «Miscellanea historica regni Bohemiae» (Историческое разнообразие Богемского королевства) и «Dissertatio apologetica pro lingua Slavonica praecipue Bohemica» (Апологетическая защита славянского языка, особенно богемского).

## Сочинения
- Legatio Apollinis coelestis ad universitatem Pragensem
- Epitome historica rerum Bohemicarum
- Dissertatio apologetica pro lingua Slavonica, praecipue Bohemica
- Diva Vartensis
- Diva Turzanensis
- Diva S. Monti
- Origines Comit. de Guttenstein
- Vita venerab. Aernesti
- Miscellanea historica regni Bohemiae
  - Liber naturalis
  - Liber popularis
  - Liber chorographicus
  - Liber hagiographicus
  - Liber parochialis
  - Liber episcopalis
  - Liber regalis
  - Liber epistolaris
  - Bohemia docta
  - Liber curialis seu de magistratibus et officiis curialibus regem Boohemiae
- Examen Mellisaeum